# Edmund Effert
Edmund Jan Effert ps. „Jan Janusz” (ur. 21 listopada 1889 w Koronowie, zm. 7 czerwca 1944 w Żabikowie) – podpułkownik piechoty Wojska Polskiego, Narodowej Organizacji Wojskowej i Armii Krajowej.

## Życiorys
Edmund Effert był synem Feliksa (prawnik) i Józefy z domu Jeske. W Inowrocławiu ukończył gimnazjum, a w latach 1912–1913 szkołę podchorążych piechoty. Służył podczas I wojny światowej w armii niemieckiej, a w 1917 został porucznikiem rezerwy.
Z Polską Organizacją Wojskową w Poznaniu nawiązał kontakty na początku 1918. Uczestniczył w powstaniu wielkopolskim. Pełnił służbę w 3 pułku Strzelców Wielkopolskich, który w 1919 został przemianowany na 57 pułk piechoty wielkopolskiej. 19 sierpnia 1920 został zatwierdzony z dniem 1 kwietnia 1920 w stopniu kapitana, w piechocie, w grupie oficerów byłej armii niemieckiej. 3 maja 1922 został zweryfikowany w stopniu majora ze starszeństwem z dniem 1 czerwca 1919 i 493. lokatą w korpusie oficerów piechoty. 10 lipca 1922 został zatwierdzony na stanowisku dowódcy batalionu. W następnym roku pełnił obowiązki dowódcy batalionu sztabowego. Od 1924 był dowódcą III batalionu. 30 grudnia 1925 został przesunięty na stanowisko kwatermistrza pułku. 26 stycznia 1928 awansował na podpułkownika ze starszeństwem z dniem 1 stycznia 1928 i 56. lokatą w korpusie oficerów piechoty. 26 kwietnia 1928 został przeniesiony do 20 pułku piechoty w Krakowie na stanowisko zastępcy dowódcy pułku. 12 marca 1929 został przeniesiony do Powiatowej Komendy Uzupełnień Grodno na stanowisko pełniącego obowiązki komendanta. 3 sierpnia 1931 został przeniesiony do Powiatowej Komendy Uzupełnień Bydgoszcz Powiat na stanowisko komendanta. 30 marca 1934 został zwolniony z zajmowanego stanowiska z pozostawieniem bez przynależności służbowej i równoczesnym oddaniem do dyspozycji dowódcy Okręgu Korpusu Nr VIII. Z dniem 31 lipca 1934 został przeniesiony w stan spoczynku.
Był aktywnym członkiem Związku Oficerów w stanie spoczynku, Powstańców i Wojaków przy Dowództwie Okręgu Korpusu VII w Poznaniu oraz Federacji Polskich Związków Obrońców Ojczyzny w latach 1935–1939.
Wyznaczony wiosną 1939 przez DOK VII komendantem planowanej Sieci Dywersji Specjalnej (Pozafrontowej) w Poznaniu. Nie uzyskał kontaktów alarmowych, więc 6 września 1939 udał się do Warszawy i wziął udział w obronie stolicy. Generał Michał Tokarzewski-Karaszewicz zlecił mu 29 września zadanie organizowania Służby Zwycięstwu Polski i Effert wrócił do Poznania. Utrzymywał z organizacją wojskową Stronnictwa Narodowego oraz ze sztabem Wojska Ochotniczego Ziem Zachodnich kontakty konspiracyjne. 21 czerwca 1940 został aresztowany przez Gestapo na podstawie listy proskrypcyjnej. Zwolniony jako były oficer niemiecki po półrocznym śledztwie. Został wysiedlony z mieszkania w Poznaniu i zamieszkał w Naramowicach. Wiosną 1942 pełniący obowiązki komendanta Poznańskiego Okręgu Narodowej Organizacji Wojskowej. Marian Kwiatkowski, powierzył Effertowi funkcję komendanta miasta Poznania. Jednak Edmund Effert związał się wkrótce z Armią Krajową. Inspektor rejonowy AK w Poznaniu, pełnomocnik Henryka Kowalówki do spraw scalenia NOW z AK w latach 1942–1943. Sztab AK przewidywał dla niego stanowisko dowódcy 57 pp AK. W listopadzie 1943 został aresztowany w Poznaniu i w Domu Żołnierza, w Forcie VII oraz w więzieniu w Łodzi przeszedł ciężkie śledztwo. Zginął 7 czerwca 1944 w obozie karnym w Żabikowie.
Był żonaty z Teofilą z Goździejewskich. Miał syna Janusza (ur. 1938).

## Ordery i odznaczenia
- Krzyż Srebrny Orderu Wojskowego Virtuti Militari nr 2970 (19 lutego 1922)[17]
- Krzyż Walecznych (trzykrotnie: po raz 2 i 3 w 1921[18])
- Złoty Krzyż Zasługi (7 czerwca 1939)[19]